# Milan Orlowski
Milan Orlowski (Praag, 7 september 1952) is een Tsjechisch voormalig tafeltennisser. Hij won de Europese Top-12 in 1977 en 1983 en was in 1974, 1978 en 1982 verliezend finalist. De Tsjech werd in 1974 tevens Europees kampioen enkelspel.

## Loopbaan
Orlowksi begon als tienjarige met tafeltennis bij Sparta Praag, waar voormalig Europees kampioen dubbelspel Ludvik Vyhnanovsky op den duur zijn trainer werd. Na in 1969 Europees kampioen bij de junioren geworden te zijn (in zowel het enkel- als dubbelspel), nam hij deel aan negen WK's, zeven EK's en twaalf Europese Top-12 toernooien.
Orlowksi werd in 1974 Europees kampioen en stond twee jaar later opnieuw in de finale. Hij verloor zijn titel echter aan de Fransman Jacques Secrétin. Van zijn vijf Top-12 finales zette hij er tegen Dragutin Šurbek uit Joegoslavië en Engelsman Desmond Douglas twee om in goud. In finales tegen achtereenvolgens de Hongaren István Jónyer, Gábor Gergely en de Zweed Mikael Appelgren trok hij aan het kortste eind.
Orlowski werd met het Tsjechische nationale team drie keer vierde op de WK's van 1975, 1979 en 1981. Zijn enige WK-medaille volgde in 1985, toen hij samen met Jindřich Panský zilver won in het dubbelspeltoernooi. Het goud moesten de Tsjechen laten aan het Zweedse duo Mikael Appelgren/Ulf Carlsson. Orlowski kwam in competitieverband onder meer uit voor het Duitse TTC Jülich in de Bundesliga.

## Erelijst
- Winnaar Europese Top-12 1977 en 1983
- Europees kampioen enkelspel 1974
- Europees kampioen dubbelspel 1978 (met Gábor Gergely)
- Europees kampioen gemengd dubbel 1980 (met Ilona Uhlíková)
- Zilver WK dubbelspel 1985 (met Jindřich Panský)